# Шума-Ґорат
Шума-Ґорат (англ. Shuma-Gotath) — 
вигаданий персонаж, космічна істота з коміксів, що видаються американською компанією Marvel Comics. Є ворогом супергероя Доктора Стренджа.
Перейменований на Ґарґантоса (англ. Gargantos), монстр з'явився у фільмі кіновсесвіту Marvel «Доктор Стрендж у мультивсесвіті божевілля» (2022).

## Історія публікацій
Персонаж дебютував у Marvel Premiere #10 за вересень 1973 року як противник Доктора Стренджа, супергероя-мага. Творцями коміксу виступили Стів Енґлгарт і Френк Бруннер.
Ім'я для істоти було взяте із оповідання Роберта Ірвіна Говарда «Прокляття золотого черепа», що містилося у збірнику «The Howard Collector» #9 (весна 1967). За сюжетом маг на ім'я Ротат при смерті звернувся до «залізних книг Шума-Ґората» в пошуках прокляття проти всього людства.
Поява у творі Говарда призвела до того, що зараз права на використання імені Шума-Ґорат, як і деякі елементи історій Marvel про Конана-варвара, належать компанії Heroic Signatures.

## Вигадана біографія
В епоху прадавньої історії Шума-Ґорат правив Землею, вимагаючи людських жертвоприношень, поки не був подоланий чаклуном Сизе-Негом. Істота згодом повертається в Гіборійську еру, та опиняється всередині скелі завдяки могутньому богу Крому. Шума-Ґорат всеодно продовжує впливати на планету, поки Кром не повертає сутність до її рідного виміру.
Коли істота намагається повернутися на Землю через свідомість Старійшини його учень Стівен Стрендж змушений вбити вчителя, щоб запобігти катастрофічним наслідкам. Роками після, він бореться з Шума-Ґоратом у його вимірі і, попри перемогу, поступово сам перетворюється у цю сутність. Йому приходиться покінчити з собою, проте невдовзі Стренджа повертають до життя союзники. Чародій Ніколас Скретч знову прикликає істоту на Землю, але об'єднаним Доктору Стренджу, Фантастичній четвірці, Салемській сім'ї та лиходію Дьябло вдається протистояти цьому.
Врешті-решт Шума-Ґорат виявляється одним із надвимірних «многокутніх», що влаштовують метафізичні поштовхи із виміру, відомого як «кансерверс». Намагаючись знищити саму Смерть, сутність та її союзники стають інертними завдяки концептуальній формі Смерті та потрапляють у кансерверс, коли той руйнується. Шума-Ґорат виживає і провалює ще одну спробу захопити Землю, програвши супергеройській команді Месникам зі Списом долі.
В рамках сюжетної лінії «Страх наяву» (англ. Fear Itself) 2011 року, Ґорат представлений серед інших демонів, що зустрілися із Адвокатом диявола для обговорення зради Змія та її наслідків.
Під час сюжетної лінії «Нескінченність» (англ. Infinity) 2013 року Ебоні Мо, слуга Таноса, маніпулює Доктором Стренджем, аби той викликав Шума-Ґората на вулиці Нью-Йорка. Істота стикається із Люком Кейджем та його Новими Месниками. Синє Чудо проникає крізь голову сутності, знищивши його фізичну оболонку. Тим часом астральний дух Ґората захоплює натовп людей у Нью-Йорку, намагаючись відновити своє тіло. Він слабшає внаслідок магічних атак Силача (Віктора Альвареза) й Білої тигриці (Ави Аяли), а згодом програє битву, адже Моніка Рамбо проникла в його око у вигляді променя світла й розчинила тіло зсередини.
Історія «Останні дні магії» (англ. Last Days of Magic) показує, що Шума-Ґорат відповідальний за знищення рідної планети персонажа, названого Імператором, лідером армії роботів Емпірікулу, пославши за його сім'єю групу небезпечних чаклунів. Це мотивує Імператора присвятити своє життя знищенню магією у кожному всесвіті.
Пізніше під час битви з Дормамму, останній говорить Стренджу, що допоміг Емпірікулу знайти Ґората і розправитися з ним. По завершенні сутички Доктор Стрендж виганяє Дормамму до Шума-Ґората, що виглядає пораненим та розлюченим.

## Сили та здібності
Шума-Ґорат є прадавньою силою хаосу, безсмертним, непереможним, богоподібним правителем близько ста альтернативних всесвітів. Він здатен створювати енергетичні проєкції, змінювати свій облік, телепортуватись, левітувати, деформувати реальність. Також сутність має досконалі навики володіння магією. Він описується як значно сильніший демон за інших, накшталт Сатанніша чи Мефісто, спроможним майже миттєво знищувати цілі галактики.

## Альтернативні версії
В рамках сюжетної лінії «Venomized» під час вторгнення рію пойзонів на основний всесвіт Marvel з'являється й пойзон-версія Шума-Ґората. Він бореться із Віжном та Соколом, заразивши симбіотом останнього.

## Поза коміксами

### Мультсеріали
- У першому сезоні мультсеріалу «А що як…?» (2021), що є частиною кіновсесвіту Marvel, з'являється сутність, за зовнішнім виглядом схожа на Шума-Ґората. У першому епізоді організація Гідра у часи Другої світової війни викликає цього монстра як свого «найкращого чемпіона з далекого космосу» для боротьби із Пеггі Картер, що прийняла сироватку суперсолдата, замість Стіва Роджерса. Згодом іще одна істота зі щупальцями показана серед численних магічних сутностей, яких поглинає Верховний Доктор Стрендж у четвертому епізоді[18][19].

### Фільми
- Для фільму «Доктор Стрендж у мультивсесвіті божевілля» (2022) через проблеми з правами на найменування Шума-Ґорату присвоїли ім'я Ґарґантос, який у коміксах був іншим восьминогоподібним однооким монстром та ворогом Неймора[20]. На початку фільму Ґарґантос женеться за Америкою Чавес, яка потрапила зі свого всесвіту в «основний», де їй на допомогу прийшли Доктор Стрендж і Вонґ. Герої вбивають чудовисько, проштрикнувши йому око. Як виявляється згодом, Ґарґантоса накликала Багряна відьма, що намагалась відібрати в Америки її сили, які й дозволяють подорожувати Мультивсесвітом. За словами співпродюсера Річі Палмера, при створенні Ґарґантоса художники використали скан сітківки Елізабет Олсен, щоб таким чином підкреслити Багряну відьму як справжнього антагоніста стрічки[21].

### Відеоігри
- Шума-Ґорат є ігровим персонажем файтингу Marvel Super Heroes (1995), де його озвучив Френк Перрі[22][23].
- Френк Перрі повторив роль персонажа у Marvel Super Heroes vs. Street Fighter (1997)[24].
- Наступного разу герой в озвученні Перрі з'явився Marvel vs. Capcom 2: New Age of Heroes (2000_.
- Шума-Ґорат виступив іграбельним героєм у доповненнях файтингів Marvel vs. Capcom 3: Fate of Two Worlds (2011) та Ultimate Marvel vs. Capcom 3 (2011), озвучений Полом Добсоном[25][26][27].
- Персонаж фігурує у віртуальному пінболі для Pinball FX 2[28].